# James Stewart, 1. Duke of Ross

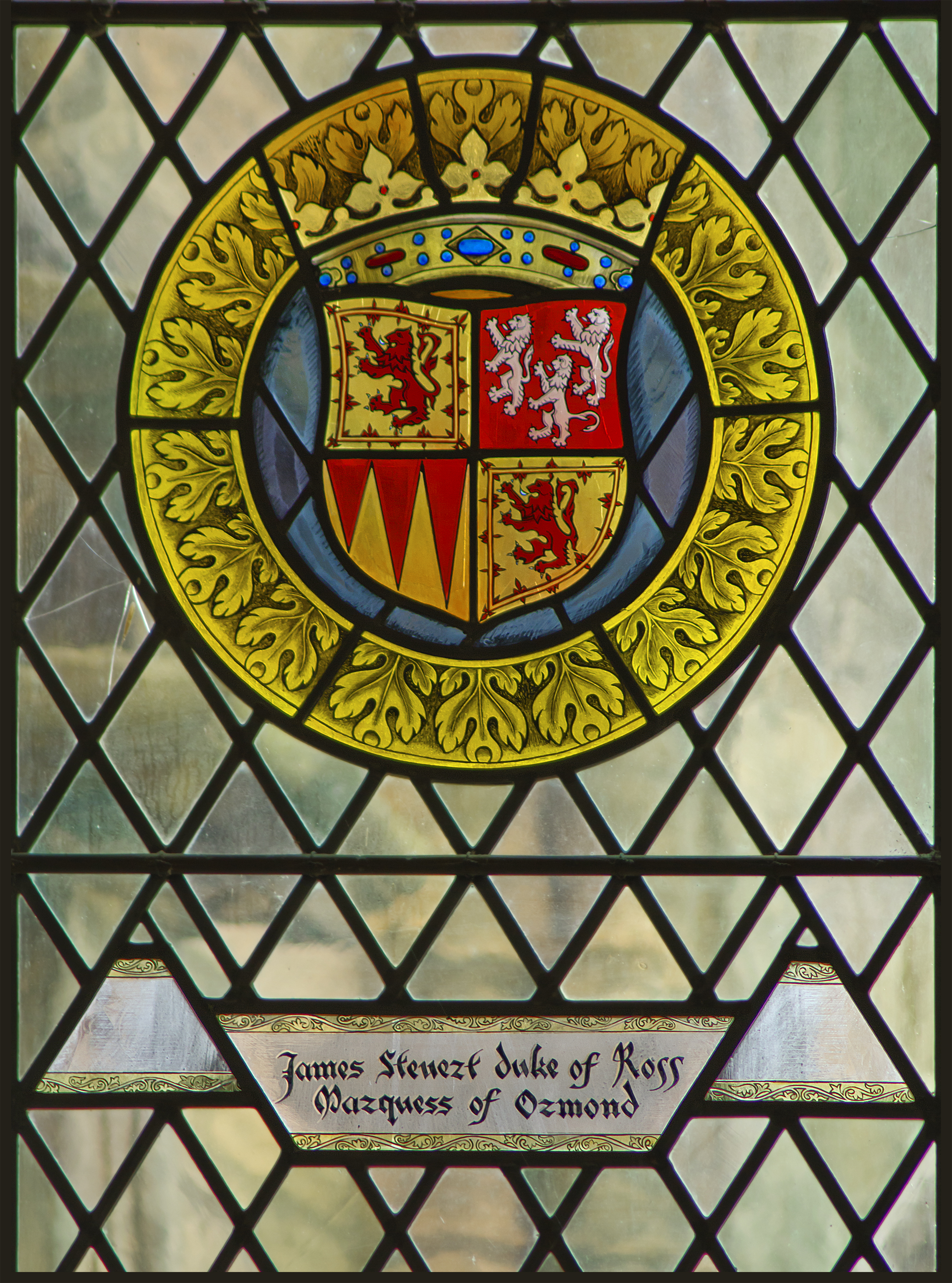
Wappen des James Stewart, 1. Duke of Ross, in einem Fenster von Stirling Castle

James Stewart, 1. Duke of Ross (* März 1476; † 12. Januar 1504 in Edinburgh), war ein schottischer Prinz.

## Leben
Er war der zweite Sohn des Königs Jakob III. aus dessen Ehe mit Margarethe von Dänemark.
Anlässlich seiner Taufe verlieh ihm sein Vater 1476 den Titel Marquess of Ormond. Am 23. Januar 1481 übertrug ihm sein Vater die Ländereien in Ross-shire, die er zuvor John MacDonald, Lord of the Isles entzogen hatte, nebst dem dazugehörigen Titel eines Earl of Ross. Am 5. April 1481 übertrug er ihm weitere Ländereien als Lord Brechin, Navar and Ardmannoch. Im Januar 1488 wurde er in feierlicher Investitur zum Duke of Ross, Marquess of Ormond, Earl of Edirdale und Lord Brechin and Navar erhoben. Ab November 1487 verhandelte sein Vater mit dem englischen König Heinrich VII. darüber, ihn mit dessen Schwägerin Katherine of York, Tochter Eduards IV. zu verheiraten, die Verhandlungen wurden aber ergebnislos abgebrochen als Jakob III. im Juni 1488 starb.
Er wurde von George Shaw, Abt von Paisley, erzogen. Ab dem Tod seines Vaters wurde er unter die Obhut des Patrick Hepburn, 1. Earl of Bothwell gestellt, mit dem er fortan auf Edinburgh Castle lebte. Bis James die Volljährigkeit erreichte, verwaltete sein älterer Bruder, der neue König Jakob III. seine Ländereien. Dieser setzte ihn am 20. September 1497 als Erzbischof von St Andrews ein. Er erhielt jedoch nie eine Bischofsweihe, da er das dafür notwendige Mindestalter von dreißig Jahren nie erreichte. 1500 wurde James auch als Kommendatarabt von Dunfermline eingesetzt. 1501 verlieh ihm sein Bruder das Staatsamt des Lordkanzlers von Schottland. 1502 wurde er auch Kommendatarabt von Arbroath.
Er starb 1504 unverheiratet und kinderlos im Alter von 27 Jahren und wurde in der Kathedrale von St Andrews bestattet.